# Национален археологически институт с музей
Националният археологически институт с музей (НАИМ) е български научноизследователски институт със седалище в София, част от структурата на Българската академия на науките (БАН). Създаден е през 1948 г. Тогава се обедивяват две организации – Археологическият институт и Археологическият музей. Археологическият музей е най-старият в България, съществуващ официално от 1892 г. (ДВ бр. 33/12.02.1893). Помещават се в сградата на бившата Буюк джамия (построена през 1474 г.), ул. „Съборна“ № 2. Институтът е създаден през 1921 г. с указ на Цар Борис III (ДВ бр. 83/15.07.1921).
Институтът извършва археологически изследвания на територията на България. Към 2012 г. научният му състав включва 67 души.
През 2004 година в института се работи по 45 научни проекта, като 21 са финансирани от държавната субсидия на БАН, 18 – от чуждестранни източници, 3 – от Националния фонд за научни изследвания.
Музеят е създаден като самостоятелна институция през 1893 г. под името Народен музей, а негов първи директор е чешкият археолог Вацлав Добруски. Седалището на новооснования музей се помещава в сградата на бившата Буюк джамия – мястото, където между 1880 и 1893 г. се е намирала Народната библиотека.
Официалното откриване на музея се състои през 1905 г., когато всички известни дотогава археологически находки са преместени в новото му седалище. В следващите години към основната сграда са изградени допълнителни зали и административни постройки, като при строителството е съхранен характерният външен облик на сградата – градеж от стар камък.
Днес музеят разполага с пет основни изложбени зали: Централна зала, зала „Праистория“, зала „Средновековие“, зала „Трезор“ и зала за временни изложби. Институцията функционира като част от структурата на Българската академия на науките, в рамките на Националния археологически институт.
Музеят притежава и най-богатата нумизматична колекция в страната, съхраняваща над 300 000 броя монети.

## История на музейната сграда
НАИМ-БАН се помещава в спасената от българската държава от саморазрушаване някогашна Буюк (голямата) джамия от ХV век. Името ѝ е било „Коджа Махмуд паша джамиси“ (Джамията на великия Махмуд паша) – великият везир на султан Мурад II (1421 – 1451 г.), който през 1451 г. става бейлербей на Румелия (европейските владения на османците), премества главния им град от Одрин в София. Същата година Махмуд паша поръчва строежа на джамията. Тя се строи 43 години и е завършена двадесет години след смъртта му през 1494 г. Архитектурно е от типа ниско куполни джамии. Има девет ниски секторни купола. Освобождението на София от русите я заварва с паднало минаре, отдавна порутена и изоставена.
Когато митрополит Климент е министър-председател, трупата „Сълза и смях“ иска да направи театъра си в нея, митрополитът отказва с думите: „Аз от храм, па и да е на Мохамеда бил, карагьозчиница не пускам да се прави!“ и тя е дадена на Публичната библиотека, официално открита през 1880 г. и преместена оттам през 1885 г. Към нея се обособява музейна сбирка, превърнала се в музеен отдел. В периода 1900 – 1905 г. Археологическият музей се установява окончателно в ремонтираната сграда.
През 1938 – 1940 г. е създадена нова сграда, в която обаче се помещава Народната банка, а за музея са отредени две етажа в две от крилата ѝ, свързани с бившата джамия, отново ремонтирана. Старинната сграда с експозицията на музея е ударена от бомба при англо-американските бомбардировки на София в 1944 г., след което отваря врати чак през 1948 г. Пълен ремонт на сградата започва 45 години по-късно, през 1993 – 1994 г., чийто последен етап се извършва през периода 2003 – 2005 г.
Археологическият музей в София съхранява една от най-богатите археологически колекции на Балканския полуостров. Обектът е 3-тата най-стара запазена до корниз вековна сграда в централната част на град София, отстъпвайки единствено на разположената наблизо ротонда „Свети Георги“ (IV век) и на традиционния исторически катедрален храм на града „Света София“ (IV-VI век). Направените на два пъти археологически разкопки разкриват културни напластявания от няколко епохи.

## Структура на института
Към 2012 година НАИМ-БАН включва следните подразделения и лаборатория за анализи, консервация и реставрация:

### Научни звена
- Секция за праистория
- Секция за тракийска археология
- Секция за антична археология
- Секция за средновековна археология
- Секция за нумизматика и епиграфика
- Секция за Интердисциплинарни изследвания и Археологическа карта на България
- Филиал в Шумен
- Филиал във Велико Търново
- Археологически музей
  - Отдел Експозиции
  - Отдел Фондове

### Специализирани звена
Част от специализираните звена са:
- Редакционно-издателска група
- Научен архив
- Административни звена

## История на института

### Археологическият музей до 1948 г.
Археологическият музей е създаден през 1892 г., когато основаният през 1879 г. Отдел за ценности е отделен от структурата на Народната библиотека. Първоначално музеят се нарича Народен музей и включва 3 сбирки – Старовековна, Нумизматична и Етнографска. Музеят е настанен в сградата на Буюк джамия в София, където се намира и до днес. Музеят е тържествено открит за публиката на 18 май 1905 г. лично от княз Фердинанд I и министъра на просвещението д-р Иван Шишманов. През 1906 г. етнографската сбирка е отделена в днешния Етнографски институт с музей.
През 1909 година музеят е преименуван на Народен археологически музей, като са му възложени функции по съхранение на паметниците на културата и са обособени два нови отдела – Средновековен и Художествен. През 1911 година е създаден и Праисторически отдел. През 1921 г. експозицията е основно преустроена, а от 1928 г. започват да се организират временни тематични изложби. В края на 1930-те години откъм БНБ за административни нужди са пристроени две крила и експозицията отново е преустроена, като изложени остават само по-интересните обекти.
Сградата на музея е частично засегната от британско-американските бомбардировки през зимата на 1944 г., когато изгаря част от библиотеката и музейната документация. През 1948 г. Художественият отдел е отделен от музея и е създадена днешната Национална художествена галерия, а друга част от колекцията от икони е прехвърлена в Криптата през 1960-те години.

#### Директори на Археологическия музей
- 1893 – 1910: Вацлав Добруски
- 1910 – 1920: Богдан Филов
- 1920 – 1928: Андрей Протич
- 1928 – 1929: Гаврил Кацаров
- 1929 – 1938: Рафаил Попов
- 1938 – 1944: Иван Велков
- 1944 – 1949: Никола Мавродинов
- 1949 – 1951: Димитър П. Димитров

### Български археологически институт
Българският археологически институт е частен научноизследователски институт, основан през ноември 1920 г., след продължително публично обсъждане. Той е създаден по западно-европейски модел, като правоприемник на Българското археологическо дружество (основано 1901 г.). За негов пръв директор с най-много гласове е избран д-р Богдан Филов, (бивш директор на Народния музей и професор по археология в СУ), а за членове на УС – проф. Гаврил Кацаров, проф. Йордан Иванов, д-р Рафаил Попов и проф. Васил Златарски. Сред учредителите личат също имената на наши видни учени и общественици, като проф. Анастас Иширков, Стоян Романски, Иван Шишманов, Георги Баласчев, проф. Стефан Бобчев, Александър Теодоров-Балан, Никола Мушмов, братята Херменгилд и Карел Шкорпил, Васил Аврамов, Иван Буров, проф. Янаки Моллов, и др. Законът за Българския археологически институт излиза на 16 юли 1921 г. („Държавен вестник“, бр. 83), одобрен от Народното събрание.
Институтът е финансиран ежегодно с държавна субсидия от Министерство на просвещението, и от редица частни спонсори и новоучредени дарителски фондове. В началото на 20-те години на ХХ век, БАИ закупува за нуждите си една малка къща на ул. „Раковски“ № 139, която е тържествено осветена в присъствието на видни учени и интелектуалци през 1926 г.
В следващите двадесетина години Институтът и неговите членове провеждат активна изследователска, проучвателска и издателска дейност. До 1942 г. БАИ публикува над 25 собствени издания, от които и 13 тома на „Известия“-та на института. Осъществени са връзки и книгообмен със стотици научни институти, университети и библиотеки по Европа и света. Оформена и изградена е нарочна Библиотека на БАИ, с над 20 хил. тома книги, като в нея са включени и личните библиотеки на повечето членове на УС.

#### Директори на Българския археологически институт
- 1920 – 1940: проф. Богдан Филов
- 1940 – 1947: проф. Гаврил Кацаров
- 1947 – 1949: акад. Кръстю Миятев

### Археологическият институт с музей след 1948 г.
През 1948 г., в хода на реформирането на БАН по съветски модел, Археологическият музей и Българският археологически институт са обединени, имотите им са национализирани, и е образуван нов – Археологически институт с музей (АИМ), подразделение, добавка като 32-рия институт към Академията на НРБ.
С основаването през 1952 г. на специализирана служба за защита на паметниците на културата към Комитета за изкуство и култура – днешния Национален институт за паметниците на културата, административният контрол, консервацията и реставрацията на паметниците са прехвърлени върху нея и АИМ продължава да се занимава главно с научноизследователска дейност.
През 1974 година са създадени филиалите на Археологическия институт във Велико Търново и Шумен.

#### Директори на Археологическия институт с музей
- 1949 – 1963: акад. Кръстю Миятев
- 1963 – 1970: акад. Димитър П. Димитров
- 1971 – 1978: проф. Дойно Дойнов
- 1978 – 1986: акад. Димитър Ангелов
- 1989 – 1992: проф. Велизар Велков
- 1992 – 1993: проф. Димитър Овчаров
- 1993 – 2003: проф. Йорданка Юрукова[6]
- 2003 – 2007: акад. Васил Николов

#### Директори на Националния археологически институт с музей
- 2007 – 2008: проф. Рашо Рашев
- 2008 – 2010: доц. Маргарита Ваклинова
- 2010 – 2018: доц. Людмил Вагалински
- 2018 – : доц. Христо Попов

## Периодични издания
- Списание Археология (излиза от 1959)
- Археологически открития и разкопки (ежегодна книжка, от ~1974)

Поредици:
- Известия на Археологическия институт (излиза от 1921)
- Годишник на Археологическия музей (излиза от 1906)
- Разкопки и проучвания (излиза от 1948)
- Интердисциплинарни изследвания (излиза от 1979)
- Нумизматика, сфрагистика и епиграфика (излиза от 1970, под различни имена)
- Сборник Плиска-Преслав
- Сборник Преслав
- Проблеми на прабългарската история и култура
- Приноси към българската средновековна археология
- Царевград Търнов
- Studia praehistorica